# 亚得米勒
亚得米勒（Adramelech）是密尔顿於1667年发表的《失乐园》中的恶魔，被描述成需要西沙献祭的异教神，为西法瓦音人的太阳神被祭拜。亚得米勒和天使烏列爾和拉斐尔激战失败。